# 1814
1814 (số La Mã: MDCCCXIV) là một năm thường bắt đầu vào thứ Bảy trong lịch Gregory.
Bản mẫu:Tháng trong năm 1814

## Sinh
1 tháng 1 - Hồng Tú Toàn, thủ lĩnh nổi dậy người Trung Quốc, tức 10 tháng 12 năm Quý Dậu .(m. 1864)